# Stictophyllorchis pygmaea
Stictophyllorchis pygmaea là một loài thực vật có hoa trong họ Lan. Loài này được (Cogn.) Dodson & Carnevali miêu tả khoa học đầu tiên năm 1993.